# Parenteze
Parenteze, neboli vsuvka (z řeč. παρένθεσις – vsuvka), je slovo, slovní spojení nebo věta, která je vložena do základní (hostitelské) věty. Bývá oddělena graficky interpunkcí za pomocí pomlček, čárek nebo závorek. V mluveném projevu je vsuvka od hlavního sdělení oddělena pomlkami, případně sníženým tónem hlasu nebo rychlejším tempem řeči. Některé nejčastější vsuvky, jako "prosím" či "myslím" pak není třeba jakkoliv oddělovat.
Podstatným znakem je, že vsuvka přerušuje základní rovinu sdělení vložením vedlejší doplňující informace, komentáře, upozornění a podobně. Konstrukce, v níž je do věty vložena nesouvisející věta, například:

- Země – Nováku, polož to – je kulatá.

proto není považována za vsuvku.
Vsuvky jsou někdy rozdělovány na ustálené (lexikalizované), například:

- Snažím se, ale – to víte – vždycky to nejde.
- Petr – všechna čest – svůj úkol splnil.

a vsuvky aktuální nebo příležitostné:

- Země – mám na mysli vesmírné těleso – je kulatá.

rozlišení však není jednoznačné.

## Příklady
- Prodaná nevěsta (záznam představení divadla Drak).[3]
- Země – mám na mysli vesmírné těleso – je kulatá.[4]
- Nic takového myslím neplánují.[1]